# Coupe Banque Nationale 2017 - Qualificazioni singolare
Le qualificazioni del singolare femminile del Coupe Banque Nationale 2017 sono state un torneo di tennis preliminare per accedere alla fase finale della manifestazione. Le vincitrici dell'ultimo turno sono entrate di diritto nel tabellone principale. In caso di ritiro di una o più giocatrici aventi diritto a queste sono subentrati le lucky loser, ossia le giocatrici che hanno perso nell'ultimo turno ma che avevano una classifica più alta rispetto alle altre partecipanti che avevano comunque perso nel turno finale.

## Teste di serie
1. Caroline Dolehide (qualificata)
2. Conny perrin (ultimo turno)
3. Irina Falconi (ultimo turno)
4. Ajla Tomljanović (ultimo turno)
5. Fanny Stollár (qualificata)
6. Usue Maitane Arconada (ultimo turno)

1. Camilla Rosatello (primo turno)
2. Julia Glushko (primo turno)
3. Amra Sadiković (primo turno)
4. Victoria Rodríguez (ultimo turno)
5. Deniz Khazaniuk (ultimo turno)
6. Claire Liu (primo turno)

## Qualificate
1. Caroline Dolehide
2. Charlotte Robillard-Millette
3. Gabriela Dabrowski

1. Alla Kudryavtseva
2. Fanny Stollár
3. Andrea Hlaváčková

## Tabellone

### Legenda
| - Q = Qualificato - WC = Wild card - LL = Lucky loser | - ALT = Alternate - SE = Special Exempt - PR = Protected Ranking | - w/o = Walkover - r = Ritirato - d = Squalificato |

### Sezione 1
|  | Primo turno | Primo turno        | Primo turno        | Primo turno | Primo turno |  |  | Ultimo turno | Ultimo turno       | Ultimo turno       | Ultimo turno | Ultimo turno |  |
|  |             |                    |                    |             |             |  |  |              |                    |                    |              |              |  |
|  | 1           | Caroline Dolehide  | 6                  | 6           | 6           |  |  |              |                    |                    |              |              |  |
|  |             | Alexa Guarachi     | 7                  | 0           | 1           |  |  | 1            | Caroline Dolehide  | Caroline Dolehide  | 6            | 6            |  |
|  |             | Kaitlyn Christian  | Kaitlyn Christian  | 63          | 4           |  |  | 10           | Victoria Rodríguez | Victoria Rodríguez | 4            | 2            |  |
|  | 10          | Victoria Rodríguez | Victoria Rodríguez | 7           | 6           |  |  |              |                    |                    |              |              |  |

### Sezione 2
|  | Primo turno | Primo turno                  | Primo turno                  | Primo turno | Primo turno |  |  | Ultimo turno | Ultimo turno                 | Ultimo turno | Ultimo turno | Ultimo turno |  |
|  |             |                              |                              |             |             |  |  |              |                              |              |              |              |  |
|  | 2           | Conny Perrin                 | 4                            | 7           | 7           |  |  |              |                              |              |              |              |  |
|  |             | Giuliana Olmos               | 6                            | 5           | 5           |  |  | 2            | Conny Perrin                 | 7            | 67           | 2            |  |
|  |             | Charlotte Robillard-Millette | Charlotte Robillard-Millette | 7           | 6           |  |  |              | Charlotte Robillard-Millette | 6            | 7            | 6            |  |
|  | 7           | Camilla Rosatello            | Camilla Rosatello            | 64          | 2           |  |  |              |                              |              |              |              |  |

### Sezione 3
|  | Primo turno | Primo turno        | Primo turno        | Primo turno | Primo turno |  |  | Ultimo turno | Ultimo turno       | Ultimo turno | Ultimo turno | Ultimo turno |  |
|  |             |                    |                    |             |             |  |  |              |                    |              |              |              |  |
|  | 3           | Irina Falconi      | Irina Falconi      | 6           | 6           |  |  |              |                    |              |              |              |  |
|  | WC          | Mireille Moreau    | Mireille Moreau    | 0           | 0           |  |  | 3            | Irina Falconi      | 65           | 7            | 3            |  |
|  |             | Gabriela Dabrowski | Gabriela Dabrowski | 6           | 7           |  |  |              | Gabriela Dabrowski | 7            | 64           | 6            |  |
|  | 12          | Claire Liu         | Claire Liu         | 3           | 5           |  |  |              |                    |              |              |              |  |

### Sezione 4
|  | Primo turno | Primo turno       | Primo turno       | Primo turno | Primo turno |  |  | Ultimo turno | Ultimo turno      | Ultimo turno      | Ultimo turno | Ultimo turno |  |
|  |             |                   |                   |             |             |  |  |              |                   |                   |              |              |  |
|  | 4           | Ajla Tomljanović  | 3                 | 6           | 6           |  |  |              |                   |                   |              |              |  |
|  | WC          | Carson Branstine  | 6                 | 1           | 0           |  |  | 4            | Ajla Tomljanović  | Ajla Tomljanović  | 2            | 1            |  |
|  |             | Alla Kudryavtseva | Alla Kudryavtseva | 7           | 6           |  |  |              | Alla Kudryavtseva | Alla Kudryavtseva | 6            | 6            |  |
|  | 8           | Julia Glushko     | Julia Glushko     | 6           | 3           |  |  |              |                   |                   |              |              |  |

### Sezione 5
|  | Primo turno | Primo turno     | Primo turno     | Primo turno | Primo turno |  |  | Ultimo turno | Ultimo turno    | Ultimo turno    | Ultimo turno | Ultimo turno |  |
|  |             |                 |                 |             |             |  |  |              |                 |                 |              |              |  |
|  | 5           | Fanny Stollár   | Fanny Stollár   | 6           | 6           |  |  |              |                 |                 |              |              |  |
|  | WC          | Catherine Leduc | Catherine Leduc | 0           | 3           |  |  | 5            | Fanny Stollár   | Fanny Stollár   | 6            | 6            |  |
|  | WC          | Petra Januskova | Petra Januskova | 4           | 0           |  |  | 11           | Deniz Khazaniuk | Deniz Khazaniuk | 1            | 4            |  |
|  | 11          | Deniz Khazaniuk | Deniz Khazaniuk | 6           | 6           |  |  |              |                 |                 |              |              |  |

### Sezione 6
|  | Primo turno | Primo turno           | Primo turno       | Primo turno | Primo turno |  |  | Ultimo turno | Ultimo turno          | Ultimo turno          | Ultimo turno | Ultimo turno |  |
|  |             |                       |                   |             |             |  |  |              |                       |                       |              |              |  |
|  | 6           | Usue Maitane Arconada | 7                 | 5           | 6           |  |  |              |                       |                       |              |              |  |
|  |             | Tara Moore            | 5                 | 7           | 3           |  |  | 6            | Usue Maitane Arconada | Usue Maitane Arconada | 1            | 2            |  |
|  |             | Andrea Hlaváčková     | Andrea Hlaváčková | 7           | 6           |  |  |              | Andrea Hlaváčková     | Andrea Hlaváčková     | 6            | 6            |  |
|  | 9           | Amra Sadiković        | Amra Sadiković    | 65          | 4           |  |  |              |                       |                       |              |              |  |